# Styloleptus taino
Styloleptus taino  (лат.) — вид жуков-усачей рода Styloleptus из подсемейства Lamiinae. Обнаружены в Центральной Америке (Aguirre State Forest, Пуэрто-Рико).

## Описание
Мелкие блестящие жуки, длина около 7 мм, окраска тела от красновато-коричневой до бурой с чёрными отметинами на пронотуме и надкрыльях. Опушение плотное, короткое. Усики почти в два раза длиннее тела; сегменты антенн субцилиндрической формы. Надкрылья в 1,5 раза длиннее своей ширины и в 3,5 раза длиннее переднеспинки. От других видов своего рода Styloleptus Dillon, 1956 отличается срединной чёрной полоской на спинной поверхности и параллельными боками надкрылий в их апикальной пятой части. Типовой вид рода Styloleptus biustus (LeConte) также отличается от S. taino более узким простернальным выступом (30 % от ширины прококсальной выемки), более крупным расстоянием между верхними краями и пёстрыми 1—6 члениками усиков (1—4 у вида S. taino). Растение-хозяин неизвестно. Период активности: июль. Видовой эпитет S. taino происходит от именования местного племени индейцев Таино (Taino Indians), когда-то населявшего острова Карибского моря.